# Інцидент з вертольотами Black Hawk в Іраку (1994)
Інцидент з двома вертольотами UH-60 Black Hawk — випадок «дружнього вогню», що трапився 14 квітня 1994 року в небі над Північним Іраком в ході військово-гуманітарної операції «Провайд Комфорт». Пілоти двох винищувачів F-15 помилково прийняли два вертольоти UH-60 Black Hawk американської армії за іракські Мі-24. В результаті атаки ракетами «повітря-повітря» обидва гелікоптери були знищені. 26 осіб, які перебували на борту, загинули, включаючи військових та цивільних осіб зі США, Великої Британії, Франції, Туреччини і курдської громади.
Подальше розслідування ВПС США виявило ряд чинників, які призвели до катастрофи. Перш за все, пілоти F-15 помилково ідентифікували супротивника. Дії членів екіпажу літака АВАКС, який здійснював наведення винищувачів на мету і контроль за ними, також визнали неналежними. Система радіолокаційного розпізнавання «свій-чужий» на обох гелікоптерах працювала некоректно, тому бортовий пристрій передачі сигналів не зміг відповісти на запит про виліт винищувачів F-15. Крім того, командування ВПС не змогло забезпечити злагодженої участі вертольотів у загальній військовій операції на території безпілотної зони. За результатами розслідування кілька офіцерів ВПС США отримали адміністративні стягнення. Лише один член екіпажу літака АВАКС Джим Ванг постав перед військовим судом, в якому його виправдали.
Незадоволені покаранням винних у катастрофі, члени сімей загиблих направили скарги в урядові інстанції. Це змусило Сенат і Палату представників США провести власні розслідування причин трагедії. Начальник штабу повітряних сил Рональд Фогліман прийняв ряд додаткових заходів щодо адміністративного покарання співробітників ВПС, причетних до інциденту. Згодом Міністерство оборони відхилило рішення Сенату, відповідно до яких 4 офіцерів ВПС мали б свідчити перед сенатською комісією з дослідження обставин катастрофи. Розслідування американського Конгресу встановило, що військове слідство і судові органи загалом працювали без порушень, але також відзначило, що Міністерство оборони відмовило в доступі до ключових свідків.